# Türe
Türe falu Romániában, Kolozs megyében. A Magyargorbó községhez tartozó vegyes lakosságú település Kalotaszeg hagyományokban gazdag kistelepülése.
1228-ban említik először az oklevelek. Mint sok más környékbeli falu, a középkorban egy ideig Türe is a kolozsmonostori apátság birtokát képezte, de egy 1299-es oklevél szerint már püspöki birtok volt, lakói jobbágyok voltak. A középkori urbáriumok vagyonjegyzékei jószágokban bővelkedő jobbágycsaládokról tanuskodnak.

## Látnivalók
- 18. századi Bánffy-kúria
- Református templom, mellette római emlékkő és régi sírkövek